# Чоппино
Чоппино (итал. Cioppino; лиг. Cioppin) — тушёная рыба, рыбный суп или рыбное стью, родом из Сан-Франциско, Калифорния. Это итало-американское блюдо, связанное своими корнями с различными региональными рыбными супами и рагу итальянской кухни.

## Этимология
По одной версии слово «cioppino» происходит от английского «chip-in», что означает «вносить вклад», и что оно использовалось рыбаками Сан-Франциско, которые делились своим уловом с менее удачливыми коллегами. По другой, название калифорнийского блюда происходит от лигурийского «ciuppin», что может означать одновременно «маленький суп» или разрезание на мелкие кусочки остатков пищи, которые использовались для приготовления этого стью.

## Описание
Чоппино традиционно готовят из дневного улова, который в Сан-Франциско, как правило, состоит из краба Дандженесса, моллюсков, креветок, гребешков, кальмаров, мидий и рыбы, добытых в Тихом океане. Морепродукты смешивают со свежими помидорами в винном соусе. Блюдо можно подавать с гренками на местной закваске или французским хлебом. Хлеб действует как крахмал, как паста (макароны), его окунают в соус.

## История
Считается, что чоппино был придуман в конце XIX века итальянскими иммигрантами, многие из которых были родом из Генуи, провинция Лигурия. Они ловили рыбу у Мейгс-Уорф и жили в районе Норт-Бич в Сан-Франциско. Когда рыбак возвращался с пустыми руками, он приходил с горшком к другим рыбакам, прося их поделиться всем тем, чем они могли. Рыбаки, которые вносили свою лепту, ожидали такой же взаимопомощи, если они вернутся в будущем с пустыми руками. Из этих продуктов и готовилось блюдо, похожее по вкусу на традиционное лигурийское. Позже блюдо стало очень популярным, когда в Сан-Франциско быстро разрастались итальянские рестораны.
Считается, что дорогим это рагу или суп из морепродуктов сделал Нунцио Алиото, итальянский иммигрант, который в 1925 году открыл в Сан-Франциско ресторан «Рыбацкая пристань» и первым в Америке поставил чоппино в меню.
Чоппино имеет сходство с другими региональными итальянскими вариациями рагу из морепродуктов, такими как каччукко (итал. cacciucco) из Тосканы, бродетто ди пече (итал. brudet/brodetto di pesce) из Абруццо и другими. Подобные блюда можно найти и в прибрежных регионах Средиземноморья, от Португалии до Греции. Например, suquet de peix из каталоноязычных регионов, и буйабес из Прованса.
Самое раннее печатное описание чоппино взято из рецепта 1901 года в The San Francisco Call, хотя рагу там называется «чеспини». «Чоппино» впервые появляется в 1906 году в «Поваренной книге для беженцев», изданной в рамках сбора средств в пользу жителей Сан-Франциско, пострадавших в результате землетрясения и пожара 1906 года.

## Подача
Часто морепродукты готовят в рыбном бульоне, крабов и моллюсков подают в панцире, разрезанными пополам или четвертинками. Поэтому для этого требуется специальная посуда, обычно вилка для крабов и крекер. В зависимости от ресторана к нему может прилагаться нагрудник для предотвращения пятен от еды на одежде, влажная салфетка и вторая миска для ракушек. В Лигурии существует пословица: «Если ты ешь чоппино, и он не заляпал тебе рубашку, значит ты его приготовил неправильно».
Вариант, обычно называемый «чоппино ленивого», подается с предварительно расколотыми или удаленными раковинами.